# Endroedymolpus taurinus
Endroedymolpus taurinus es una especie de insecto coleóptero de la familia Chrysomelidae.
Fue descrita científicamente en 2001 por Zoia.